# Nalitabari
Nalitabari (en bengali : নালিতাবাড়ি) est une upazila du Bangladesh dans le district de Sherpur. En 1991, on y dénombrait 226 332 habitants.